# Маргарян, Андраник Наапетович
Андрани́к Наапе́тович Маргаря́н (арм. Անդրանիկ Նահապետի Մարգարյան; 12 июня 1951, Ереван — 25 марта 2007, там же) — армянский политический и государственный деятель, премьер-министр Армении c 2000 по 2007 год.

## Биография
1967—1972 — факультет технической кибернетики Ереванского политехнического института. Инженер вычислительных машин.
С 1968 — являлся членом подпольно действовавшей в советские годы Национальной объединённой партии (НОП), с 1973 — член совета НОП.
1972—1974 — работал в Ереванском филиале Всесоюзного научно-исследовательского института газовой промышленности в качестве научного сотрудника, старшего инженера.
1974—1976 — арестован 11 ноября 1974 года за распространение своих идей и развёрнутую деятельность и осуждён 10 марта 1975 года по статье 65 ч. 1 — «Антисоветская агитация и пропаганда», был приговорён к лишению свободы на 3 года. Заключение отбывал в Мордовских политлагерях, лагерях Пермь-35 и Пермь-36. Освобождён 27 октября 1976 года по помилованию.
1977—1978 — главный инженер научно-исследовательского института энергетики Армении.
1978—1979 — начальник отдела электронных вычислительных машин Ереванского электротехнического завода.
1979—1990 — начальник отдела электроники республиканского информационно-вычислительного центра министерства торговли Армении.
1990—1994 — руководитель отдела информации государственного управления специальных программ.
С 1992 — член Республиканской партии Армении. Председатель совета РПА в (1993—1997, 1998—2005).
С 1998 — член союза добровольцев Еркрапа (СДЕ), в дальнейшем — член Правления СДЕ.
1994—1995 — младший научный сотрудник Государственного инженерного университета Армении.
1995—1999 — депутат парламента. Член постоянной комиссии по государственно-правовым вопросам.
С 30 мая 1999 — депутат парламента. Член постоянной комиссии по вопросам науки, образования, культуры и молодёжи.
2000—2007 — премьер-министр Республики Армения.
Скончался 25 марта 2007 года от остановки сердца.

## Награды
- Орден Святого Месропа Маштоца (2006).
- Медаль «Вазген Саркисян».
- Медаль «Гарегин Нжде».
- Медаль полиции Армении «Арам Манукян».
- Медаль «Нансен».
- Грамота Содружества Независимых Государств (30 ноября 2001) — за активную работу по укреплению и развитию Содружества Независимых Государств[5].

## Личная жизнь
- Две дочери;
- Сын — Тарон Маргарян;
- Восемь внуков.